# Ляоян (уезд)
Ляоя́н (кит. упр. 辽阳, пиньинь Liáoyáng) — уезд городского округа Ляоян провинции Ляонин (КНР). Фактически администрирует сельскую часть городского округа Ляоян.

## История
Во времена империи Цин в 1665 году была образована Ляоянская область (辽阳州), подчинённая Фэнтяньской управе. После Синьхайской революции в Китае была проведена реформа структуры административного деления, во время которой области и управы были упразднены, и в 1914 году на землях, ранее напрямую подчинённых властям Ляоянской области, был образован уезд Ляоян (辽阳县) провинции Фэнтянь (в 1929 году переименованной в Ляонин).
После образования КНР в 1949 году урбанизированная часть уезда Ляоян была выделена в отдельный город Ляоян; город и уезд при этом вошли в состав новой провинции Ляодун. В 1954 году провинции Ляодун и Ляоси были объединены в провинцию Ляонин, разделённую на «специальные районы»; в частности, был образован Специальный район Ляоян (辽阳专区), в состав которого вошло 10 уездов, а власти которого разместились в городе Ляоян. В 1958 году Специальный район Ляоян был расформирован, а уезд Ляоян был присоединён к городу Ляоян, перешедшему в подчинение властям Аньшаня.
В 1961 году из состава города Ляоян был вновь выделен в отдельную административную единицу уезд Ляоян  (при этом они оба оставались под юрисдикцией властей Аньшаня). 16 декабря 1965 года был образован Специальный район Ляонань (辽南专区), в состав которого из-под юрисдикции Аньшаня были переданы уезды Ляоян и Хайчэн, а город Ляоян стал городом провинциального подчинения. 26 декабря 1968 года специальный район Ляонань был расформирован, а уезд Ляоян был вновь присоединён к городу Ляоян.
В 1980 году город Ляоян был расформирован, а вместо него образован городской округ Ляоян; при этом из района Шоушань был вновь образован уезд Ляоян.

## Административное деление
Уезд Ляоян делится на 12 посёлков, 1 волость и 2 национальные волости (Тяньшуй-Маньчжурская национальная волость, Цзидунъю-Маньчжурская национальная волость).

## Соседние административные единицы
Уезд Ляоян разделяется на две части районом Тайцзыхэ, полуохватывает районы Хунвэй и Гунчанлин. На севере он граничит с городским уездом Дэнта, на северо-западе — с территорией города субпровинциального значения Шэньян, на юге — с городским округом Аньшань, на северо-востоке — с городским округом Бэньси, на востоке на небольшом участке граничит с городским округом Даньдун.